# آباء الكنيسة
كان آباء الكنيسة، أو آباء الكنيسة الأوائل، أو الآباء المسيحيون، علماء لاهوت مسيحيون وكتّاب مؤثرون من العصور القديمة، أسسوا دعائم الفكر والعقيدة في المسيحية. أُطلق على الفترة التاريخية التي عملوا فيها اسم حقبة آباء الكنيسة، وتمتد تقريبًا من أواخر القرن الأول إلى منتصف القرن الثامن الميلادي، وقد ازدهرت بشكل خاص خلال القرنين الرابع والخامس، عندما كانت المسيحية في طريقها إلى ترسيخ نفسها دينًا رسميًا للإمبراطورية الرومانية.
تُدرج كتابات آباء ما قبل نيقية، وآباء نيقية، وآباء ما بعد نيقية، في التقاليد المقدسة لدى العديد من الطوائف المسيحية. وعليه، في اللاهوت العقائدي التقليدي، يعتبر المؤلفون أن آباء الكنيسة يعاملون مسؤولين موثوقين عن إرساء العقيدة. وقد وسّع المجال الأكاديمي للدراسات الخاصة بعلم الآباء - دراسةُ آباء الكنيسة - نطاق المصطلح، ولا يوجد قائمة نهائية. قدّم بعضهم، مثل أوريجانوس الإسكندراني وترتليان، مساهمات كبيرة في تطوير اللاهوت المسيحي اللاحق، لكن بعض مبادئ تعاليمهم قد أدينت لاحقًا.

## مصطلح الآباء

### في الكتاب المقدس
لقد درج استعمال كلمة أب في الكتاب المقدس للحديث عن الجيل الأول من المؤمنين في العهد القديم، فكان يهوه يدعى بـ (إله الآباء) (خروج 3 :15)، وكذلك كانت تطلق صفة آباء على معلمين وأنبياء اليهود الذين كانوا بمرتبة الآباء لمريديهم (أبناء الأنبياء) (1 ملوك20 :35).
أما في العهد الجديد فنجد أن بولس الرسول يستعمل الكلمة لوصف علاقة الإيمان، فإبراهيم هو أبا المؤمنين (رومية 4 :16)، كما أنه وجد أن عمله التبشيري ينتج علاقة أبوة بينه وبين الكنيسة التي يخدمها (غلاطية 4: 9 و1 كورنثوس 4 : 14 -15 وفيلبي 10) فكان يصف نفسه بالأب الذي ولد الكثيرين في الإيمان بالمسيح بالمعنى الروحي البحت.

### في القرون الأولى للمسيحية
استعمل مصطلح أب للحديث عن أساقفة الكنيسة منذ فجر المسيحية، حيث نجد الوثنيين يلقبون بوليكاربوس أسقف أزمير (69- 156) بـ (معلم آسيا وأب المسيحيين)، وكذلك وصف مسيحيو ليون وفيينا عام 177م أسقف روما الوثيرس (أباً). وتحولت تسمية البابا أو البطريرك لاحقا للقب يطلق على أساقفة الكراسي المسيحية الكبرى وهي كرسي روما، القسطنطينية، وأنطاكية والإسكندرية وأورشليم.

## استعمال المصطلح عقائدياً
في غمرة الخلافات اللاهوتية والعقائدية التي ظهرت على الساحة المسيحية في القرنين الرابع والخامس، أطلقت صفة أب على رجال الدين من الأساقفة الذين لم يحيدوا عن أسس المسيحية فهم المستقيمي الرأي، حيث استعملت هذه الكلمة بشكل خاص لوصف الأساقفة الذين حددوا قانون الإيمان في مجمع نيقية عام 325 م، فكانوا هم من آباء الكنيسة وكل من خالفهم كان هرطوقياً أو مبتدعاً.
وقد شرح أوغسطينوس القواعد الرئيسية التي تحدد صحة تعليم أب من الآباء «فتعاليمه يجب أن تكون متطابقة مع ما يقوله الكتاب المقدس كما تفهمه الكنيسة»، ويتابع فيقول بأن «الآباء إنما يعلمون الكنيسة ما تعلموه منها». وقد تبلورت رؤية أوغسطينوس تلك في القرن الخامس، فكان أهم ما يميز آب الكنيسة هو: استقامة إيمانه، سلوكه بمنهج القداسة، تمتعه بمصداقية الكنيسة، انتماءه لجيل القدامى. هناك فرع خاص من فروع علم اللاهوت يعرف بعلم الآباء.

## الآباء السريانيين
كتب البعض من آباء الكنيسة باللغة السريانية، وقد تُرجمت الكثير من أعمالهم على نطاق واسع إلى اللاتينية واليونانية. ومن بينهم أفراهاط، ويعقوب النصيبيني، وأفرام، ونرساي، ويعقوب السروجي، وهنانة، وأبا الأول، وإبراهيم الكشكري الكبير، وباباي الكبير، وهرمز، وإسحاق النينوي.

### أفراهاط
كان أفراهاط (نحو 270 – نحو 345) كاتبًا مسيحيًا سريانيًا من القرن الثالث الميلادي، ينحدر من منطقة حدياب في شمال بلاد ما بين النهرين، التابعة آنذاك للإمبراطورية الفارسية. ألف سلسلة من ثلاثة وعشرين شرحًا أو عظة حول نقاط العقيدة والممارسات المسيحية. وُلد في بلاد فارس نحو عام 270، ولكن جميع أعماله المعروفة، وهي البراهين، تعود إلى وقت لاحق من حياته. كان ناسكًا وعازبًا (ممتنع عن الزواج)، وكان بالتأكيد من أبناء العهد (سلف سرياني أولي للرهبانية الجماعية). ربما كان أسقفًا، وتضعه التقاليد السريانية اللاحقة على رأس دير مار متى بالقرب من الموصل، في ما يُعرف اليوم بشمالي العراق. كان معاصرًا قريبًا من أفرام السرياني الأصغر سنًا قليلًا، لكن الأخير عاش داخل نطاق الإمبراطورية الرومانية. أُطلق عليه الحكيم الفارسي، عالج أفراهاط اهتمامات الكنيسة المبكرة خارج الحدود الشرقية للإمبراطورية الرومانية.

### أفرام السرياني
كان أفرام السرياني (نحو 306 - 373) شماسًا سريانيًا ومرنمًا وعالمًا لاهوتيًا غزير الإنتاج في اللغة السريانية من القرن الرابع الميلادي، من بلاد الشام. يتغنى المسيحيون في جميع أنحاء العالم بأعماله، وتبجله العديد من الطوائف قديسًا. أعلن ملفانًا (معلمًا) في الكنيسة الكاثوليكية. وهو محبوب بشكل خاص في الكنيسة السريانية الأرثوذكسية وفي كنيسة المشرق.
كتب أفرام مجموعة واسعة من الترانيم، والقصائد، والعظات المنظومة، بالإضافة إلى تفسير نثري للكتاب المقدس. كانت هذه أعمالًا خاصة باللاهوت العملي من أجل تهذيب الكنيسة في الأوقات العصيبة. حظيت أعماله بشعبية كبيرة، لدرجة أن الكتاب المسيحيين نسبوا -لقرون بعد وفاته - مئات من الأعمال المزورة باسمه. وقد أُطلق عليه لقب أهم آباء التقاليد الكنسية الناطقة باللغة السريانية.

### إسحاق الأنطاكي
إسحاق الأنطاكي (451 - 452)، أحد نجوم الأدب السرياني، يُنسب إليه تأليف عدد كبير من المواعظ الشعرية (تحتوي القائمة الأشمل -بقلم غوستاف بيكيل - على 191 مؤلَف موجودة في المخطوطات)، كثير منها يتميز بأصالة وفطنة نادرتين بين الكُتاب السريانيين.

### إِسحاق النينوي
كان إسحاق النينوي أسقفًا ولاهوتيًا سريانيًا من القرن السابع، يتميز بأعماله المكتوبة على وجه الخصوص. يُعتبر أيضًا قديسًا في كنيسة الشرق، والكنيسة الكاثوليكية، والكنيسة الأرثوذكسية الشرقية، وفي الكنائس الأرثوذكسية المشرقية، مما يجعله آخر قديس تعترف به جميع الكنائس الرسولية زمنيًا. يوافق عيده 28 يناير، وفي التقويم السرياني الأرثوذكسي 14 مارس. يُذكر إسحاق بمواعظه الروحية عن الحياة الداخلية، التي تتميز بعمق بشري وعمق لاهوتي يتجاوز المسيحية النسطورية للكنيسة التابع لها. وقد نجت هذه المواعظ ضمن مخطوطات سريانية وفي ترجمات يونانية وعربية.

## مواقع خارجية
- الموسوعة العربية المسيحية